# Kimberley Walsh
Kimberley Jane Walsh (Bradford, 20 november 1981) is een Brits zangeres. Ze maakt deel uit van de band Girls Aloud en deed mee aan het programma Popstars: The Rivals.

## Biografie
Walsh groeide op in een gezin met in totaal vier kinderen; ze heeft twee zussen en een broer. Ze groeide op in het Engelse Bradford.
Walsh had al veel audities achter de rug toen ze zonder al te veel verwachtingen auditie ging doen voor 'Popstars: the Rivals'. Ze geraakte door de eerste audities, maar kreeg later te horen dat ze naar huis moest. Ze zou de liveshows niet halen. Niet lang daarna kreeg ze echter te horen dat er iemand op het laatste moment niet meer meedeed, waardoor ze toch naar de liveshows mocht. Het doel van deze talentenjacht was om een boyband en een girlband te vormen, waarna deze twee bands zouden strijden om de Christmas Number One. Na een paar liveshows werd de girlband Girls Aloud gevormd; Kimberley, Nadine, Sarah, Nicola en Cheryl maakten hier deel van uit. De boyband die gevormd werd, was One True Voice. Girls Aloud won de race naar de nummer 1 en mocht een album opnemen: Sound of the Underground. Het album werd platina en het was de start van een muzikale carrière waar een eind aan kwam in 2013. Na 21 toptiensingles, 5 studioalbums in de hitlijsten, zes uitverkochte tournees en een driejarige onderbreking besloot de groep dat het na tien jaar mooi was geweest.
In juni 2010 werkte Walsh als model voor Schwarzkopf. Ze maakte een documentaire over spijkerbroeken getiteld Blue Jean Girl. Met Will Best presenteerde ze wekelijks het muzikale praatprogramma Suck My Pop. Walsh speelde daarnaast de rol van prinses Fiona in de Engelse versie van de musical Shrek. In 2012 deed ze mee aan Strictly Come Dancing met Pasha Kovalev als danspartner.
Haar eerste soloalbum, Centre Stage, verscheen in februari 2013. Het bevat al haar favoriete musicalliedjes die ze gecoverd heeft.

### Persoonlijk leven
Walsh trouwde begin 2016 met Justin Scott, voormalig zanger van Triple 8.